# Я оголошую вам війну
Я оголошую вам війну (рос. Я объявляю вам войну) — радянський гостросюжетний художній фільм 1990 року режисера Ярополка Лапшина.

## Сюжет
Перебудовні часи. Демобілізувавшись з армії, відслуживши на Кубі, в Афганістані і в інших гарячих точках, офіцер Володимир Єрохін, підполковник у відставці, повернувся в рідний Красногорськ, щоб зайнятися мирною працею. Однак ситуація в нові часи в рідних місцях змусила його знову звернутися до свого багатого військового досвіду.

## У ролях
- Микола Єременко-молодший — Володимир Петрович Єрохін (Єрохов), коханий Ані, офіцер у відставці, афганець, директор готелю Красногорська
- Анжеліка Неволіна — Аня, кохана Єрохіна, чергова по поверху в готелі
- Олена Тонунц — Тамара, однокласниця Єрохіна, господиня кооперативного кафе «Волошка»
- Геннадій Сайфулін — Фома, головний мафіозі
- Олег Корчик — Воротніков (Воротник), однокласник Єрохіна, майор міліції
- Наталя Потапова — Віра Георгіївна Семенова (Мишкіна), однокласниця Єрохіна, і. о. директора готелю Красногорська
- Микола Сектименко — Михайло ШМАГІН (Шмага), друг і однокласник Єрохіна, автомеханік, колишній сержант
- Дмитро Налівайчук — Микола, друг і однокласник Єрохіна
- Віра Варчук — Ніна, дружина Шмагина
- Олексій Шемес — бандит Микита
- Любов Теплова — Лена, чергова по поверху в готелі
- Євген Орлов — бандит
- Ігор Битюцкий — бандит
- Олег Бірючий — бандит
- Володимир Чермянінов — Марк Кілерман, голова ради кооперативів
- Олексій Шамбер — Васильєв, однокласник Єрохіна, заступник голови міського виконкому
- Олександр Олька — Панченко О. С., секретар міськвиконкому
- Микола Бадьев — сторож в готелі
- Тетяна Скіпочка — епізод
- І. Шеремет — епізод
- Олег Комаров — бандит Петька
- Андрій Димшаков — таксист

## Знімальна група
- Сценаріст: Валентин Черних
- Режисер: Ярополк Лапшин
- Оператор: Рудольф Мещерягін
- Композитор: Вадим Біберган